# Шембіє
Шембіє (словен. Šembije) — поселення в общині Ілірська Бистриця, Регіон Нотрансько-крашка, Словенія. Висота над рівнем моря: 592,5 м.